# 淮西话
淮西话是江淮官话洪巢片中的一片，又称宁庐方言，大致包括江苏省南京市，淮安市盱眙县，扬州市仪征市西部，镇江市句容市；安徽省合肥市、滁州市、六安市大部，以及马鞍山市、芜湖市、宣城市、铜陵市、池州市的城镇地区。淮語安慶小片（包括安徽省安庆市市區、桐城縣、樅陽縣；池州市區、青陽縣及九江市區、瑞昌縣）的歸屬具有爭議，1987年版《中國語言地圖集》將其歸入洪巢片，而近來學者研究已將其歸入黃孝片。此外，泗洪话可能是淮西话与中原官话的过渡方言。

## 分布地域
- 安徽省：

江淮官话洪巢片包括淮扬片和宁庐片

  - 合肥市区、肥东县、肥西县、长丰县、巢湖市、庐江县；
  - 滁州市区、来安县、全椒县、定远县、明光市东部；
  - 淮南市区东部、寿县东南部；
  - 六安市区、霍山县、舒城县、金寨县东南部；
  - 马鞍山市区、含山县、和县、当涂县北部；
  - 芜湖市区、无为县、芜湖县北部、南陵县南部；
  - 铜陵市区；
  - 宣城市区、郎溪县北部。
- 江苏省：
  - 南京市区、盱眙县、溧水区北部，仪征市西部，句容市，可能也包括泗洪县。

## 語音特點
1. 大部分地区平翘音不混，平翘舌的分配方法为南京型（参见南京话条目内列出的分平翘舌的方法），只有芜湖小片都读作平舌音；
2. n、l不分；
3. 前后鼻音不分；
4. 第一人称通常用吾（通常视作“我”的变音）
5. 南京小片有儿化音，合肥小片、蕪湖小片无儿化；
6. 南京小片、蕪湖小片中古咸、山摄开口一等字、合口二等字（即an、uan等），与宕、江摄（即ang、uang）相混，合肥片以上两组字不混；
7. 入声韵有喉塞音尾[-ʔ]，大體仍維繫入聲韻與陽聲韻相配的格局。其中巢湖小片廬江話入聲依據中古聲母清濁分陰陽（全濁大多歸陽入，部份併入陰入），且音調陰高陽低；而合肥小片六安、舒城等地入聲則依據主元音舌位高低相應分為高入與低入，有異於淮扬方言。舒入不同變，入聲變化更快。[3]部分地区入声韵归并严重，如合肥仅有三組十一個入声韵母。[4]

## 内部分区
按语音及词汇特点，内部又可分为南京小片、合肥小片、蕪湖小片、巢湖小片、安慶小片、樅東小片六个小片。大致范围如下：
南京小片：南京市区（不含高淳区和溧水区南部），马鞍山市区、当涂县，镇江市句容市，滁州市区、全椒县、来安县、明光市，淮安市盱眙县西南部。
合肥小片：合肥市区、肥东县、肥西县、长丰县东南部，六安市区、舒城县、霍山县、霍邱县南部、金寨县东南部、定远县西南部，凤阳县东南部。
芜湖小片：芜湖市区、南陵县、繁昌县部分城镇地区、芜湖县部分城镇，宣城市区、郎溪县北部、旌德县部分城镇、宁国市部分城镇、广德县部分城镇，铜陵市区（不含义安区）。
巢湖小片：合肥市巢湖市、庐江县，芜湖市无为县，马鞍山市和县、含山县。
安慶小片：安慶市區、樅陽縣西部中部、桐城市。
樅東小片：樅陽縣東部橫埠鎮、銅陵市郊區陳瑤湖鎮、周潭鎮，廬江縣南，無為市西南。

## 引用註釋
1. ↑  孫宜志．《安徽江淮官話語音研究》．2006年．
2. ↑  趙日新. . 方言. 2008,. 2008 (4) （中文）.
3. ↑  孫宜志．《安徽江淮官話語音研究》．第112頁．
4. ↑  王光汉，《庐州方言考释》．合肥：安徽大学出版社，2008．